# Hymenophyllum talamancanum
Hymenophyllum talamancanum là một loài thực vật có mạch trong họ Hymenophyllaceae. Loài này được A. Rojas mô tả khoa học đầu tiên năm 2004.